# فيديريكو غاي
فيديريكو غاي (بالإيطالية: Federico Gay)‏ ولد بتاريخ 16 يوليو 1896 في تورينو، وتوفي في 15 أبريل 1989 في تورينو، كان دراج إيطالي في صنف سباق الدراجات على الطريق. سبق أن شارك في دورة الألعاب الأولمبية الصيفية.

## سجل النتائج

### سباقات أو مراحل فاز بها
- طواف فرنسا

## وصلات خارجية
- الموقع الرسمي

## روابط خارجية
- فيديريكو غاي على موقع أرشيف الدراجات (الإنجليزية)
- فيديريكو غاي على موقع إحصائيات الدراجات الإحترافية (الإنجليزية)
- فيديريكو غاي على موقع CycleBase (الإنجليزية)
- فيديريكو غاي على موقع أوليمبيديا (الإنجليزية)